# 와츠키 노부히로
와츠키 노부히로(일본어: 和月伸宏, 1970년 5월 26일 ~ )는 일본의 남성 만화가이다. 본명은 니시와키 노부히로(西脇伸宏)이다. 니가타현에서 태어났다. 취미는 그림 그리기, 독서, 엑스멘 피규어 수집, 비디오 수집이다. 작품내에서 자신을 소개할때, 3인칭으로 칭한다.

## 작품 활동
데뷔 전에 오바타 다케시(《고스트 바둑왕》, 《데스노트》), 우메자와 하루토(《할렐루야 보이》), 다카하시 요이치(《날아라 캡틴》), 쓰키하라 료지(《리스토어 개리지251》) 등의 어시스턴트로 활동하였다. 특히 《바람의 검심 -메이지 검객 낭만담-(るろうに剣心 -明治剣客浪漫譚-)》 단행본에서 오바타 타케시를 "스승님"으로 자주 언급하였다.
1987년에 〈티처 폰(ティーチャー・ポン)〉으로 제33회 데즈카상 가작을 수상하였고, 1990년에 〈보쿠리쿠 유령 에피소드(北陸幽霊小話)〉로 호프 스텝상에 입상하였다. 1992년에는 단편 〈전국의 초승달(戦国の三日月)〉과 《바람의 검심》의 원안인〈떠돌이 ―메이지 검객 낭만담―(るろうに -明治剣客浪漫譚-)〉를 《주간 소년 점프(週刊少年ジャンプ)》 특별 증간호에 발표하였다.
1993년에 《바람의 검심》을 《소년 점프》에 처음 발표하였고, 1994년부터 《바람의 검심》을 연재하기 시작하였다. 단행본은 28권으로 완결되었다. 1997년 단편 〈유성 스트라이크(メテオ ストライク)〉를 발표하고, 2000년 《바람의 검심》 외전인 〈야히꼬의 역날검(弥彦の逆刃刀)〉을 발표하였다.
2001년 동안 《건 블레이즈 웨스트(GUN BLAZE WEST)》을 《소년 점프》에 연재하였으나, 인기 하락으로 3권만에 조기 종영되고 말았다. 2003년부터 2005년까지 《무장연금(武装錬金)》을 《소년 점프》에 연재하였고, 〈무장연금 파이널〉는 증간호 《아카마루 점프》 2005년 여름호에 〈무장연금 피리어드〉는 2006년 겨울호에 실렸다. 단행본은 10권으로 완결되었다.
2007년부터 《엠바밍 -프랑켄슈타인의 또 다른 이야기-(エンバーミング-THE ANOTHER TALE OF FRANKENSTEIN-)》을 《점프 스퀘어(ジャンプスクエア, JUMP SQ.)》에 연재하고 있다.
2017년 11월 21일 아동 포르노 소지 혐의로 일본 경찰에 입건되었고, TV방송국인 CS에서는 11월 25일 방영예정이던 바람의 검심 (영화)를 방영 취소했다.

## 작품 목일

### 연재작
- 1994년
  - 《바람의 검심 -메이지 검객 낭만담-(るろうに剣心 -明治剣客浪漫譚- 루로우니 겐신 메이지 겐카쿠 로만탄[*])》(28권, 1994년 ~ 1999년)
- 2001년
  - 《건 블레이즈 웨스트(GUN BLAZE WEST)》(3권, 2001년)
- 2003년
  - 《무장연금(武装錬金 부소 렌킨[*])》(10권, 2003년 ~ 2006년)
- 2007년
  - 《엠바밍 - 프랑켄슈타인의 또 다른 이야기 -(エンバーミング-THE ANOTHER TALE OF FRANKENSTEIN- 에무바민구[*])》(2007년 ~ 2015년)

### 단편
- 〈티처 폰(ティーチャー・ポン 티차 본[*])〉
- 〈보쿠리쿠 유령 에피소드(北陸幽霊小話 보쿠리쿠 유레이 쇼와[*] )〉(《호프 스테프상 셀렉션(ホップ★ステップ賞SELECTION)》 6권에 수록)
- 〈전국의 초승달(戦国の三日月 센고쿠노 미카즈키[*])〉(《바람의 검심》 6권, 완전판 10권에 수록)
- 〈떠돌이 ―메이지 검객 낭만담(るろうに -明治剣客浪漫譚- 루로우니 메이지 겐카쿠 로만탄[*])〉(《바람의 검심》 1권과 3권, 완전판 1권과 3권에 수록 )
- 〈유성 스트라이크(メテオ ストライク 메테오 스토라이쿠[*])〉《(바람의 검심》 28권에 수록)
- 〈야히꼬의 역날검(弥彦の逆刃刀 야히코노 사타바토[*])〉(완전판 22권에 수록)
- 〈하루니 사쿠라(春に桜 하루니 사쿠라[*])〉(완전판 22권에 수록)
- 〈엠바밍 -사체와 신부-(エンバーミング-DEAD BODY and BRIDE- 에무바민구[*])〉 (《무장연금》 10권에 수록)
- 〈엠바밍 -사체와 연인-(エンバーミングII-DEAD BODY and LOVER- 에무바민구[*])〉

## 어시스턴트 출신 만화가
- 스즈키 신야(《미스터 풀스윙》)
- 오다 에이치로(《원피스》)
- 이토 미키오(《노르망디 사이코 동아리》)
- 타케이 히로유키(《샤먼킹》)

## 같이 보기
- 오다 에이치로